# Piertanka
Piertanka – rzeka wypływająca z jeziora Pierty i przepływająca przez jezioro Omułówek. Stanowi przedłużenie rzeki Wiatrołuży w jej dolnym biegu. Uchodzi do jeziora Wigry w obrębie Zatoki Zadworze we wsi 
Tartak na południe od drogi wojewódzkiej nr 653.
Woda z Piertanki zasila wylęgarnię ryb Wigierskiego Parku Narodowego w miejscowości Tartak. W badaniach z 2014 roku stan ekologiczny i stan chemiczny rzeki oceniono jako dobry.